# Comuna de Krasnopol
Krasnopol (polaco: Gmina Krasnopol), (Lituano: Krasnapolio valsčius) é uma gminy (comuna) na Polónia, na voivodia de Podláquia e no condado de Sejneński. A sede do condado é a cidade de Krasnopol.
De acordo com os censos de 2004, a comuna tem 3941 habitantes, com uma densidade 23 hab/km².

## Área
Estende-se por uma área de 171,63 km², incluindo:
- área agricola: 65%
- área florestal: 21%

## Demografia
Dados de 30 de Junho 2004:
|                      | Total   | Total | Mulheres | Mulheres | Homens  | Homens |
| -------------------- | ------- | ----- | -------- | -------- | ------- | ------ |
|                      | pessoas | %     | pessoas  | %        | pessoas | %      |
| População            | 3941    | 100   | 1943     | 49,3     | 1998    | 50,7   |
| Densidade (pop./km²) | 23      | 100   | 11,3     | 11,3     | 11,6    | 11,6   |

De acordo com dados de 2002, o rendimento médio per capita ascendia a 1289,16 zł.

## Comunas vizinhas
- Giby, Nowinka, Puńsk, Sejny, Suwałki, Szypliszki